# Połoma
Połoma (776 m n.p.m.) – szczyt w Bieszczadach Zachodnich.
Jest położona w grzbiecie odbiegającym ze Smereka na północ, przez Wysokie Berdo (968 m n.p.m.), Krysową (840 m n.p.m.), Siwarną (924 m n.p.m.) i Bukowinę (911 m n.p.m.). Następnie skręca on na zachód i obniża się na przełęcz Szczycisko (629 m n.p.m.) ograniczającą masyw Połomy od wschodu. Na szczycie grzbiet odbija na północ, biegnąc w kierunku Tołstej (749 m n.p.m.); równolegle do niego, ale nieco na zachód przebiega odbiegająca z wierzchołka boczna odnoga kulminująca w Kiczerze (586 m n.p.m.). Krótkie ramię zwane Czereniną odgałęzia się również nad Szczyciskiem, przebiegając także w kierunku północnym, na wschód od głównego grzbietu masywu. Zachodnie stoki opadają do doliny Solinki, natomiast południowe – jej dopływu Wetliny, mającej tu (obok Skały Maczacza) swoje ujście.
Z południowego zbocza zeszło w 1980 r. w dolinę Wetliny osuwisko, tamując przepływ wody. Powstało w ten sposób osuwiskowe Szmaragdowe Jeziorko, obecnie już zamulone. W miejscu tym, jak również na całym południowym zboczu góry, utworzono rezerwat przyrody Sine Wiry. Północno-zachodnią część masywu obejmuje Ciśniańsko-Wetliński Park Krajobrazowy, zaś północno-wschodnią – Park Krajobrazowy Doliny Sanu. Granice tych trzech obszarów ochrony przyrody zbiegają się na wierzchołku. W dolinie niewielkiego, bezimiennego potoku uchodzącego do Sanu, na północ od grzbietu Czereniny, usytuowana jest zimowa ostoja żubra.
Na grzbietach biegnących na północ od szczytu znajdują się tereny dawnych miejscowości Studenne i Obłazy.

## Piesze szlaki turystyczne
zielony Terka – Szczycisko – Krysowa. Omija wierzchołek od wschodu, osiągając wysokość ok. 720 m n.p.m.